# Agitato
Agitato es un vocablo italiano que, colocado en una composición musical, indica que ésta se ha de ejecutar con un movimiento vivo y caluroso, aunque no muy rápido.
Generalmente se aplica la palabra agitato como calificativo de un movimiento principal, con el fin de darle más carácter; así se dice allegro agitato, presto agitato. Mendelssohn en su Lieder ohne Worte (op. I, n.º 5) empleó la indicación piano agitato. La diferencia en la intensidad del sonido no modifica en nada la rapidez y carácter del movimiento.